# Agnes Giebel

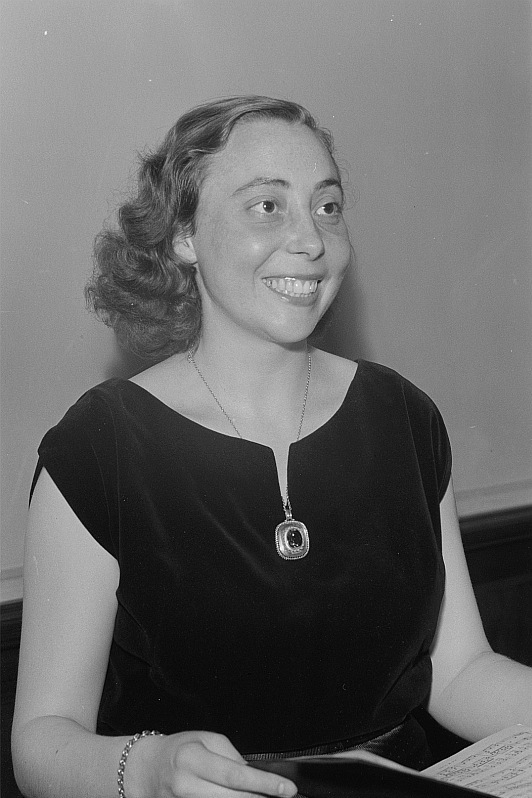
Agnes Giebel (1953)

Agnes Giebel (* 10. August 1921 in Heerlen, Niederlande; † 24. April 2017 in Köln) war eine deutsche Sopranistin.

## Leben
Agnes Giebel wurde in den Niederlanden geboren und verbrachte dort ihre ersten Lebensjahre.
1925 kehrte sie mit ihren Eltern nach Essen zurück, woher die Familie stammte, und blieb dort bis in die frühen 1950er Jahre. Nach der Schulzeit besuchte sie zunächst eine Höhere Handelsschule. Über einen Zufall wurde die Leiterin des örtlichen Kinderchores auf die ungewöhnliche Stimme Agnes Giebels aufmerksam, als sie 1933 auf einem Liederabend Werke von Richard Strauss und Max Reger sang. Sie sorgte gegen den anfänglichen Widerstand ihrer Eltern dafür, dass Agnes Giebel an der Folkwang-Schule in Essen-Werden bei Hilde Wesselmann Gesang studieren konnte. 1947 begann Agnes Giebel ihre professionelle Laufbahn als Konzertsängerin.
Aufgrund des großen Erfolges wurde sie 1950 vom RIAS Berlin, bei dem sie auch später häufig Aufnahmen machte, für eine wöchentliche Serie von Bachkantaten engagiert. In dieser Zeit ging sie auch auf ausgedehnte Konzerttourneen mit dem Leipziger Thomanerchor unter der Leitung von Günther Ramin. Agnes Giebel ist eine der wenigen Sängerinnen, die nur aufgrund eines konzertanten Repertoires erfolgreich und bekannt wurde. Sie stand nie auf der Bühne einer Opernaufführung.
Ihre Karriere dauerte bis in die 1990er Jahre und gab Anlass zu einer umfangreichen Diskografie. Im Laufe ihrer Karriere hat sie mit vielen Dirigenten zusammengearbeitet wie z. B. Karl Richter, Theodor Egel, Eugen Jochum, Wolfgang Sawallisch, Sergiu Celibidache, sowie z. B. mit den Sängern Marga Höffgen, Dietrich Fischer-Dieskau und Hermann Prey.
Giebel sang vorwiegend geistliche Werke (Kantaten, Oratorien, Passionen, Messen) und galt als eine der besten Interpretinnen von Johann Sebastian Bach in ihrer Generation. Als Liedinterpretin trat Giebel unter anderem gemeinsam mit dem Pianisten Sebastian Peschko auf. Sie ist ebenfalls im berühmten BBC-Mitschnitt der Neunten Sinfonie von Beethoven unter Otto Klemperer (1964) zu sehen und auch zu hören. Ihre letzten öffentlichen Gesangsauftritte waren 1989, anlässlich eines Duettabends mit dem niederländischen Tenor Jean van Ree, und 2001 (Sommerliche Musiktage Soest, 1. September 2001, Georg-Friedrich-Händel-Nacht). 2002 wurde ihr das Bundesverdienstkreuz verliehen.
Agnes Giebel setzte sich auch immer sehr mit der Theorie der Stimmbildung auseinander. Nach dem Ende ihrer aktiven Zeit als Sängerin unterrichtete sie noch lange sehr engagiert. Für den Alois-Kottmann-Preis war sie neben Richard Rudolf Klein, Alois Kottmann, Boris Kottmann und Margit Neubauer in der Jury aktiv.
Die Kammersängerin Agnes Giebel lebte in Köln, wo sie auch starb. Ihre Tochter ist die Musikerin Kristina Kanders, ihre Enkelin die Sängerin Julia Giebel. Giebel wurde am 10. Mai 2017 auf dem Kölner Zentralfriedhof Melaten beigesetzt.

## Diskografie (Auswahl)
- Sopranpartie in J.S. Bach: Weihnachtsoratorium 1958. Dir.: Kurt Thomas (EMI).